# Новый Городок (Самарская область)
Но́вый Городо́к — посёлок в Красноярском районе Самарской области. Входит в состав сельского поселения Большая Каменка.

## География
Посёлок находится на правом берегу реки Сок, на расстоянии примерно 16 км (по прямой) на северо-восток от села Красный Яр, административного центра района.

## История
Посёлок основан как выселок села Большая Каменка.

## Население
| 2010 |
| ---- |
| 13   |

### Национальный состав
Согласно результатам переписи 2002 года, в национальной структуре населения русские составляли 86 % из 9 чел.